# Gustavo Cavero
Gustavo Cavero (Lima, Perú; 1901 - Buenos Aires, Argentina; 1979) fue un eximio primer actor peruano que intervino notablemente en varias películas de la época dorada cinematográfica argentina.

## Carrera
Cavero fue un gran actor que se lució con papeles de galanes o como actor de reparto en varias obras tanto teatrales como radiales argentinas. Aunque era muy poco convocado para realizar actuaciones en cine, sus papeles sobresalían por la elegancia y la buena dicción.
Tras desarrollar su carrera en Buenos Aires, se inicia como cantante en varias compañías de zarzuelas. Luego, con el transcurso del tiempo pasa a la comedia y al drama.
Su dupla romántica junto a la actriz Delfy de Ortega fue fuertemente aclamada en aquellas épocas tanto en cine como en teatro.
Fue un gran amigo del director y guionista Abel Santa Cruz, a quien ayudó desinteresadamente durante la censura impuesta por la Dictadura Militar.
En 1946 integra la lista de La Agrupación de Actores Democráticos, durante el gobierno de Juan Domingo Perón, y cuya junta directiva estaba integrada por Pablo Racioppi, Lydia Lamaison, Pascual Nacaratti, Alberto Barcel y Domingo Mania.

### Filmografía
- 1944: La importancia de ser ladrón
- 1947: Evasión de Ignacio Domínguez Riera, en el papel de Bermúdez
- 1948: La muerte camina en la lluvia
- 1950: Los Pérez García
- 1950: Escuela de campeones
- 1966: ¿Cuánto da Usted por el conde?[2]

### Radio
Cavero fue un maestro del radioteatro en la época del '30. Trabajó en Radio LS9 La Voz del Aire, compartiendo trabajo con Juan Carlos Croharé, Manolita Serra y Ofelia Lotito. Desde 1940 hasta 1969 hizo el popular radioteatro Los Pérez García, que al año siguiente se llevaría a la pantalla grande, y en la que compartió escenas con los actores Martín Zabalúa, Sara Prósperi, Pepita Feréz, Jorge Norton, Julián Bourges Nina Nino, Emilio Comte, Laura Bove, Esperanza Otero, entre otros.
En 1939 actuó en un radioteatro titulado Daniel Aldao, el valiente, emitido por Radio El Mundo, encabezada por Héctor Coire, y secundada por Meneca Norton, Lucía Dufour, Julia Vidal, Carlos A. Petit, María Padín y Ernesto Villegas.
En 1943 actuó en Radio El Mundo en el radioteatro Ana Karenina, junto a Rosa Rosen, Margarita Corona, Luisa Vehil, Santiago Arrieta, Hilda Bernard, Raquél Simari y Pablo Racioppi . También bajo el auspicio del jabón Palmolive actuó en Idilio trunco, con Paquita Vehil, Rita Miranda, Roberto Salinas, entre otros.
También hizo el radioteatro La sangre también perdona de Mauricio Herrera con Elcira Olivera Garcés y Luis Pérez Aguirre.
En radio también trabajó junto a los artistas como Milagros de la Vega, Manolita Poli,, Sarita Watle, Juan Carlos Altavista y Carlos Ginés.
Trabajó en Radio Stentor, ubicada en el Castelar Hotel, con Roberto Salinas, José Gola, Pablo Palitos, Roberto Lopresti, Luis A. Setti, Emma Bernal, entre otras voces.

### Televisión
- 1960:Teleteatro de la tarde, en el episodio El misterio del cuarto amarillo, con Elina Colomer, Ricardo Lavié, Juan José Edelman, Américo Sanjurjo y Luis Corradi.[6]
- 1962 Mañana puede ser verdad, junto a Juan José Edelman, Narciso Ibáñez Menta, Nelly Panizza, Luis Sorel.[7]

### Teatro
En teatro compartió escenario con las más grandes figuras del cine y la televisión como fueron Pepe Arias, Carlos Pulido, Alberto Richieri, Ricardo Roldán, Natalia Ortíz, Pepita Muñoz, Carmen Giménez, María Luisa Quiroga, Margarita Corona, la chilena Venturita López Píriz, Juan Carlos Thorry, Rodríguez Lesende, entre otros.
Formó junto a las actrices Eva Franco y María Santos una importante compañía teatral a mediado del '30.